# Tarutino (obwód czelabiński)
Tarutino (ros. Тарутино) – wieś (sieło) w Rosji, w obwodzie czelabińskim, w rejonie czesmieńskim. W 2010 liczyła 770 mieszkańców.